# Alucita rhymotoma
Alucita rhymotoma är en fjärilsart som beskrevs av Edward Meyrick 1921. Alucita rhymotoma ingår i släktet Alucita och familjen mångfliksmott, (Alucitidae). Inga underarter finns listade i Catalogue of Life.